# 邁什冰原島峰
74°36′S 99°28′W / 74.600°S 99.467°W
邁什冰原島峰（英語：Maish Nunatak），是南極洲的冰原島峰，位於埃爾斯沃思地，處於摩西山西南面9公里，屬於哈德森山脈的一部分，美國地質調查局根據測量和該國海軍的空中照片繪入地圖，現時由南極條約體系管理。